# Cratichneumon rufomaculatus
Cratichneumon rufomaculatus är en stekelart som först beskrevs av Cameron 1903.  Cratichneumon rufomaculatus ingår i släktet Cratichneumon och familjen brokparasitsteklar. Inga underarter finns listade i Catalogue of Life.